# Хусейн аль-Джасми
Хусейн аль-Джассми (араб. حسين الجسمي‎; род. 25 августа 1979) — эмиратский пианист, певец и композитор, широко известный в арабском мире. Исполняет популярные, религиозные и этнические песни на различных диалектах арабского языка.

## Биография
Хусейн аль-Джассми родился 25 августа 1979 года в небольшом городе Хаур-Факкан на северо-востоке Объединённых Арабских Эмиратов. Его семья всегда интересовалась музыкой и привила любовь к ней своим детям: Хусейн с раннего возраста играл на фортепиано, а потом совместно со своими братьями начал выступать на различных мероприятиях — свадьбах и вечеринках. Со временем их коллектив достаточно сильно прославился в округе.
Сольную карьеру Хусейн начал в 1996 году в возрасте 17 лет. Тогда он принял участие в шоу талантов в рамках фестиваля шоппинга в Дубае, где получил приз зрительских симпатий. Благодаря этому он приобрёл достаточную популярность среди молодёжи, что побудило лейбл Rotana Records заключить с ним контракт. В 2002 году вышел первый сольный альбом Хусейна, который возымел большой коммерческий успех. С песнями оттуда он участвовал в известных фестивалях в ряде арабских государств, включая Катар, Кувейт, Оман и ОАЭ.
В 2008 году ему была присуждена ежегодная ливанская премия Murex d’Or в номинации «Лучший арабский исполнитель».
Известен по своему самому популярному синглу Boshret Kheir, который был написан композитором Амром Мостафой в честь выборов в Египте в 2015 году .

Хуссейн также давал большое количество концертов. В числе самых популярных выступление на ежегодном рождественском концерте в Ватикане, где артист был первым арабом, который сделал это. Также исполнитель открывал Всемирную выставку 2020 в Дубае,ОАЭ.

## Личная жизнь
В 2013 году Хусейн аль-Джасми объявил о своей женитьбе, однако никаких подробностей не сообщал. Есть дочь.